# باتک
باتک، روستایی در دهستان مینان بخش مینان شهرستان سرباز در استان سیستان و بلوچستان ایران است. این روستا، مرکز بخش مینان است.

## جمعیت
بر پایه سرشماری عمومی نفوس و مسکن در سال ۱۳۹۵، جمعیت این روستا برابر با ۲٬۱۹۲ نفر (۵۳۳ خانوار) بوده‌است.